# Nitrianska Blatnica
Nitrianska Blatnica es un municipio del distrito de Topoľčany en la región de Nitra, Eslovaquia, con una población estimada a final del año 2024 de 1235 habitantes.
Se encuentra ubicado al norte de la región, cerca del río Nitra (cuenca hidrográfica del Danubio) y de la frontera con las regiones de Trnava y Trenčín.

## Demografía
| Año        | 1994 | 2004    | 2014    | 2024    |
| ---------- | ---- | ------- | ------- | ------- |
| Población  | 1148 | 1207    | 1230    | 1235    |
| Diferencia |      | +5,13 % | +1,90 % | +0,40 % |

| Año        | 2023 | 2024   |
| ---------- | ---- | ------ |
| Población  | 1250 | 1235   |
| Diferencia |      | −1,2 % |